# Gailan Ramiz
Gailan Mahmoud Ramiz (1 de enero de 1933-24 de abril de 2004) fue un politólogo y político de Irak. Se desempeñó como embajador de Irak en la ONU.

## Biografía
Nació en Bagdad, Irak, en la familia de un oficial del ejército otomano, que se desempeñó como miembro del parlamento de Bagdad. Murió en 2004 en la explosión de una bomba en Bagdad.

## Educación
El joven Gailan fue enviado a la escuela en Egipto, convirtiéndose en parte de la primera generación de iraquíes en ser educados en el extranjero.
Licenciatura en derecho en Princeton en 1958.
Maestría en Harvard.
DPhil en Oxford en 1973.

## Carrera profesional
En 1980 fue elegido Presidente del Comité Especial de la ONU para Mejorar la Efectividad del Principio de No Uso de la Fuerza en las Relaciones Internacionales. Enseñó ciencias políticas en universidades de Jordania, Malasia e Irak.
De 1993 a 2000 fue profesor de política internacional y diplomacia en el IIUM.[cita requerida]
Antes de su muerte en 2004, se desempeñó como profesor de ciencias políticas en la Universidad de Bagdad.